# 杉本 (大阪市)
杉本（すぎもと）は、大阪府大阪市住吉区にある町名。現行行政地名は杉本一丁目から杉本三丁目。

## 地理
住吉区の南部に位置し、東に我孫子東、南東に浅香、西に山之内、北に我孫子、北西に山之内元町、南西に堺市北区と接している。三丁目の部分の殆どは大阪公立大学で占められている。

### 河川
- 大和川

## 歴史
1981年（昭和56年）、大阪市住吉区杉本町・杉本町1 - 4丁目・山之内町の各一部より、杉本1 - 3丁目成立。

## 世帯数と人口
2024年（令和5年）9月30日現在の世帯数と人口は以下の通りである。
| 丁目               | 世帯数    | 人口    |
| ------------------ | --------- | ------- |
| 杉本一丁目         | 963世帯   | 1,502人 |
| 杉本二丁目・三丁目 | 1,045世帯 | 1,753人 |
| 計                 | 2,008世帯 | 3,255人 |

### 人口の変遷
国勢調査による人口の推移。
| 1995年（平成7年）  | 3,497人 | [ 6 ]  |  |
| 2000年（平成12年） | 3,413人 | [ 7 ]  |  |
| 2005年（平成17年） | 3,326人 | [ 8 ]  |  |
| 2010年（平成22年） | 3,263人 | [ 9 ]  |  |
| 2015年（平成27年） | 3,316人 | [ 10 ] |  |
| 2020年（令和2年）  | 3,337人 | [ 11 ] |  |

### 世帯数の変遷
国勢調査による世帯数の推移。
| 1995年（平成7年）  | 1,633世帯 | [ 6 ]  |  |
| 2000年（平成12年） | 1,659世帯 | [ 7 ]  |  |
| 2005年（平成17年） | 1,721世帯 | [ 8 ]  |  |
| 2010年（平成22年） | 1,761世帯 | [ 9 ]  |  |
| 2015年（平成27年） | 1,700世帯 | [ 10 ] |  |
| 2020年（令和2年）  | 2,037世帯 | [ 11 ] |  |

## 学区
市立小・中学校に通う場合、学区は以下の通りとなる。なお、小学校・中学校入学時に学校選択制度を導入しており、通学区域以外に住吉区の小学校・中学校から選択することも可能。
| 丁目       | 番   | 小学校             | 中学校                 |
| ---------- | ---- | ------------------ | ---------------------- |
| 杉本一丁目 | 全域 | 大阪市立依羅小学校 | 大阪市立我孫子南中学校 |
| 杉本二丁目 | 全域 | 大阪市立依羅小学校 | 大阪市立我孫子南中学校 |
| 杉本三丁目 | 全域 | 大阪市立依羅小学校 | 大阪市立我孫子南中学校 |

## 事業所
2021年（令和3年）現在の経済センサス調査による事業所数と従業員数は以下の通りである。
| 丁目       | 事業所数 | 従業員数 |
| ---------- | -------- | -------- |
| 杉本一丁目 | 35事業所 | 223人    |
| 杉本二丁目 | 43事業所 | 339人    |
| 杉本三丁目 | 9事業所  | 2,756人  |
| 計         | 87事業所 | 3,318人  |

## 交通

### 鉄道
- 西日本旅客鉄道
  - 阪和線 杉本町駅

### バス
2020年4月現在
- 大阪シティバス[15]
  - 65号系統：市立大学前

### 道路
- 大阪府道42号住吉八尾線

## 施設
- 大阪公立大学
- 大阪市農業協同組合（JA大阪市）住吉支店
- 住吉警察署 杉本町駅前交番
- 杉本町公園

## その他

### 日本郵便
- 〒558-0022[3]（集配局：住吉郵便局[16]）